# Madeleine de Scudéry

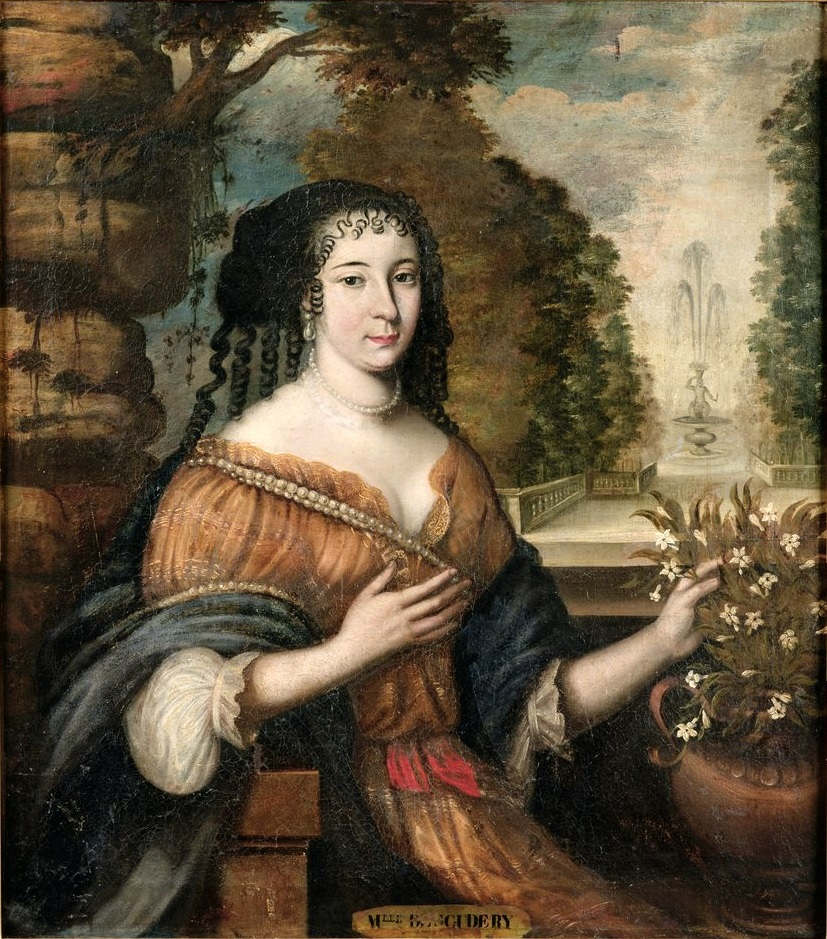
Madeleine de Scudéry

Madeleine de Scudéry, genannt Mademoiselle de Scudéry (Fräulein von Scudéry) (* 15. Oktober oder 15. November 1607 in Le Havre; † 2. Juni 1701 in Paris), war eine der bedeutendsten französische Schriftstellerinnen des 17. Jahrhunderts und die erste, die auch außerhalb Frankreichs ein größeres Publikum fand.

## Leben und Schaffen
Mademoiselle de Scudéry, wie sie in der Literaturgeschichte meist genannt wird, wurde als Tochter eines kleinadeligen Kaperschiffkapitäns und späteren Befehlshabers des befestigten Hafens von Le Havre geboren. Nachdem sie früh zur Waise geworden war, nahm ein Onkel in Rouen sie und ihren sechs Jahre älteren Bruder, Georges de Scudéry, bei sich auf und ließ ihnen eine gute Bildung angedeihen. Als Georges 1630 seinen siebenjährigen Offiziersdienst beendet hatte und mit der Absicht, Literat zu werden, nach Paris ging, folgte Madeleine ihm und führte – da sie nicht zu heiraten gedachte und zudem nicht über die dafür nötige Mitgift verfügt hätte – während 20 Jahren den gemeinsamen Haushalt.
Über Georges kam sie, zunächst als seine Juniorpartnerin, zum Schreiben: Gemeinsam, allerdings wohl mit abnehmendem Anteil seinerseits, der sich vor allem als Dramatiker betätigte, verfassten sie den Roman Ibrahim, ou l’Illustre Bassa (4 Bde., 1641). Über Georges erhielt sie auch Zugang zur Pariser Salonkultur und deren frühem Mittelpunkt, der Marquise de Rambouillet. Später zählte Mademoiselle de Scudéry zum Kreis des großen Mäzens der 1650er Jahre, des Finanzministers Nicolas Fouquet.

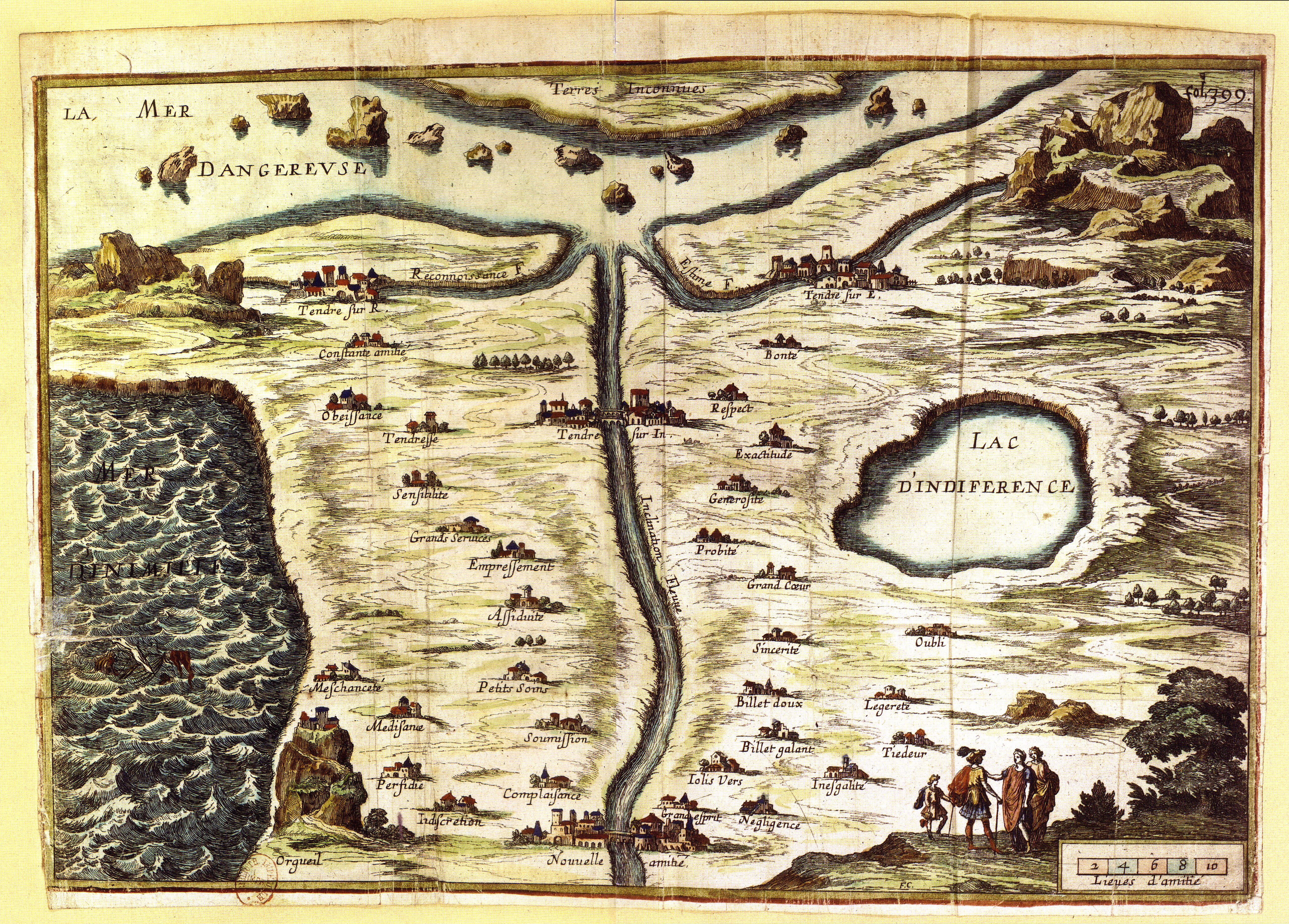
Carte de Tendre im Roman Clélie von Madeleine de Scudéry

Madeleine de Scudérys literarischer Durchbruch – allerdings immer noch unter dem Namen des Bruders – wurden die pseudohistorischen Romane Artamène ou le Grand Cyrus (1649–1653) und Clélie, histoire romaine (1654–1660), die heute als Höhepunkte des barocken galanten Romans gelten und de Scudéry zur prototypischen Autorin der sogenannten Preziosität machten, einer überwiegend von adeligen Damen, aber auch einigen Herren und kleinadeligen sowie bürgerlichen Intellektuellen praktizierten Lebens- und Sprechweise von äußerster, zuweilen übersteigerter Kultiviertheit. Beide Romane sind jeweils zehnbändige Werke mit locker strukturierter Haupthandlung und vielen Einschüben, wobei es vor allem um drei Dinge geht: die allen Schicksalsschlägen trotzende, heroisch-tugendhafte Liebe hochstehender Damen, Kriegs- und Heldentaten der sie liebenden Herren und geistreich-galante Konversationen der Damen und Herren über die Liebe. Sprichwörtlich geworden ist die Carte de tendre aus Clélie, eine allegorische Landkarte des Reiches der Liebe, wo die Leidenschaft gebändigt und in eine Sympathie der Seelen überführt ist.
Le Grand Cyrus und Clélie wurden in ganz Europa vor allem von einem adeligen Publikum gelesen, aber auch im Bürgertum. Für die Pariser Leser waren sie darüber hinaus als Schlüsselromane von Interesse: Viele der dargestellten Ereignisse und ein Großteil der auftretenden Figuren hatten wiedererkennbare Vorbilder im zeitgenössischen Frankreich. So trug die Figur des Protagonisten Cyrus Züge des großen Feldherrn Prince de Condé, andere Figuren ähnelten Literaten aus dem Umfeld der Autorin, etwa Madame de Sévigné und Paul Pellisson, mit dem sie eine enge, zweifellos aber platonische Freundschaft verband.
Nachdem de Scudéry sich aus dem Schatten ihres Bruders herausgearbeitet hatte und er nach Ende der Fronde (1652) aus Paris in die Normandie verbannt worden war, schuf sie sich mit den Samedis, den Samstagsempfängen, ihren eigenen Salon. Hier ließ sie sich als „neue Sappho“ huldigen, empfing fast alle wichtigen Autoren jener Zeit, ebenso Angehörige der besseren Gesellschaft, und trat, in bescheidenerem Umfang, die Nachfolge der Marquise de Rambouillet an, zu deren Programm es gehört hatte, die durch 150 Jahre Krieg verrohten Kriegsherren zu gewählt sprechenden, feinsinnig flirtenden Kavalieren zu erziehen.
Die weiteren Romane, die de Scudéry, nun bereits unter ihrem eigenen Namen, verfasste (z. B. 1661 Célinte und 1667 Histoire de Mathilde d’Aguilar), waren der neuen Mode folgend deutlich kürzer und realistischer, jedoch weniger erfolgreich. Um 1670 war sie Anwärterin auf einen Sitz in der Académie française. Sie erhielt dann aber nur den ersten von der Académie vergebenen „Beredsamkeitspreis“ (prix d’éloquence, 1671).
Um das Jahr 1670 verlor sie als Romanautorin an Bedeutung. Schon 1666 hatte der eine Generation jüngere Nicolas Boileau den Grand Cyrus und die Clélie in seinem satirischen Dialogue des héros de roman verspottet. Ihre mehrbändigen Conversations morales (1680–1692) verschafften Mademoiselle de Scudéry noch einmal Ruhm und Anerkennung. Sie starb hochbetagt mit 93 Jahren.
Madeleine de Scudéry ist die Hauptfigur von E. T. A. Hoffmanns 1819 erschienener Erzählung Das Fräulein von Scuderi, die als erste deutsche Kriminalnovelle gilt.

## Werke (Auswahl)
- Ibrahim ou l’illustre Bassa (4 Bde., 1641)
  - (deutsch) Ibrahims oder Des Durchleuchtigen Bassa und der Beständigen Isabellen Wundergeschichte. Frantz, Zweibrücken 1645. (übersetzt von Philipp von Zesen)
- Les Femmes illustres, ou Les Harangues héroïques. 2 Bde. Paris 1644.
  - (deutsch) Zwantzig Heroische Hochdeutsche Frauen-Reden sampt dero eigentlichen in Kupffer gestochen Abbildungen. Aus dem Frantzösischen Deutsch übersetzet Durch Paris von dem Werder/ In der Löblichen Fruchtbringenden Gesellschaft benahmt Der Friedfertige. M. Müller, Naumburg 1659
- Artamène ou le Grand Cyrus (10 Bde., 1649–53).
  - (deutsch) Artamenes Oder der Grosse Cyrus. In einer anmutigen Liebs- und Helden-Geschicht vorgestellet. 4 Bde. Endter, Nürnberg 1690–1699. (übersetzt von Ferdinand Adam von Pernau)
- Clélie, histoire romaine (Clelia) (10 Bde., 1654–60)
  - (deutsch) Clelia. Eine Römische Geschichte. Durch Herrn von Scuderi, Königl. Französ. Befehlhabern zu unser Frauen de la Garde, in Französischer Sprache beschrieben. Anitzt aber ins Hochdeutsche übersetzet Durch Ein Mitglied der hochlöbl. Fruchtbringenden Gesellschaft den Unglückseeligen. 4 Bde. Endter, Nürnberg 1664. (übersetzt von Johann Wilhelm von Stubenberg)
- Célinte (1661)
- Histoire de Mathilde d’Aguilar (1667)
- Conversations morales (1680 ff.)
- Conversations sur divers sujets. 2 Bde. Paris 1680.
  - (deutsch) Kluge Unterredungen der in Frankreich berühmten Mademoiselle de Scudery  worinnen über unterschiedliche Sachen sehr nachdenkliche Gedanken/ und lehrrichtige Gespräche enthalten; Erster Theil; Aus dem Französischen in das Teutsche gebracht/ und mit beygesetzten Figuren und Gedichten erweitert. Zieger, Nürnberg 1685. (übersetzt von Barbara Helena Kopsch)

## Belege
1. ↑  Madeleine de Scudéry. Abgerufen am 12. September 2023.
2. ↑  Der Große Brockhaus in 12 Bänden. 18. völlig neubearbeitete Auflage. Wiesbaden 1978.
3. ↑  Madeleine de Scudéry: Freiheit, Gleichheit, Schwesterlichkeit. In: Spektrum. Abgerufen am 12. September 2023.
4. ↑  John Conley: Madeleine de Scudéry. In: The Stanford Encyclopedia of Philosophy. Fall 2019 Auflage. Metaphysics Research Lab, Stanford University, 2019 (stanford.edu [abgerufen am 12. September 2023]).
5. ↑  Eine etwas größere Version (am rechten Rand ist eine zeitgenössische Erklärung nebst einer Amorfigur vorhanden) sowie eine Erläuterung der allegorischen Wege auf der Karte und ihres Sitzes im Leben bei Jean Firges: Molière: "Der Menschenfeind. Plädoyer gegen eine verlogene Gesellschaft." Exemplarische Reihe Literatur und Philosophie, 15. Sonnenberg, Annweiler 2004, ISBN 3-933264-31-6, S. 114f.

| Personendaten    | Personendaten                 |
| ---------------- | ----------------------------- |
| NAME             | Scudéry, Madeleine de         |
| KURZBESCHREIBUNG | französische Schriftstellerin |
| GEBURTSDATUM     | 15. Oktober 1607              |
| GEBURTSORT       | Le Havre                      |
| STERBEDATUM      | 2. Juni 1701                  |
| STERBEORT        | Paris                         |